# Західнослов'янські мови

Західнослов'янські мови — мовна підгрупа слов'янських мов, поширена у Центральній Європі. До цієї підгрупи входять польська, словацька, чеська та лужицькі мови.

## Класифікація
- Індоєвропейські мови
  - Балто-слов'янські мови[1]
    - Слов'янські мови
      - Західнослов'янські мови
        - Чесько-словацькі мови
          - Чеська мова
            - Ляська мова †
            - Чеська група діалектів
            - Середньоморавська група діалектів
            - Східноморавська група діалектів
            - Сілезька група діалектів

          - Словацька мова
            - Східнословацькі діалекти
            - Центральнословацькі діалекти
            - Західнословацькі діалекти
            - Нижні словацькі діалекти (поширені на Тисо-Дунайській низовині)

          - Моравська мова †
          - Кнаанська мова †

        - Лехитські мови
          - Полабська мова †
          - Польська мова
            - Сілезька мова
            - Малопольський діалект
            - Великопольський діалект
            - Мазовецький діалект

          - Померанська мова †
            - Кашубська мова
            - Словінська мова †

        - Лужицькі мови
          - Верхньолужицька мова
          - Нижньолужицька мова

## Порівняння лексики
| українська мова | польська мова | Нижньолужицька мова | Верхньолужицька мова | Чеська мова | Словацька мова | Полабська мова      | Кашубська мова |
| людина          | człowiek      | cłowjek             | čłowjek              | člověk      | človek         | clawak, clôwak      | człowiek       |
| вечір           | wieczór       | wjacor              | wječor               | večer       | večer          | vicer               | wieczer        |
| брат            | brat          | bratš               | bratr                | bratr       | brat           | brot                | bracyn         |
| день            | dzień         | źeń                 | dźeń                 | den         | deň            | dôn                 | dzéń           |
| рука            | ręka          | ruka                | ruka                 | ruka        | ruka           | ręka                | rãka           |
| осінь           | jesień        | nazymje             | nazyma               | podzim      | jeseň          | prenja zaima, jisin | jeséń          |
| сніг            | śnieg         | sněg                | sneh                 | sníh        | sneh           | sneg                | snieg          |
| літо            | lato          | lěśe                | lěćo                 | léto        | leto           | lato                | lato           |
| сестра          | siostra       | sotša               | sotra                | sestra      | sestra         | sestra              | sostra         |
| риба            | ryba          | ryba                | ryba                 | ryba        | ryba           | ryba                | rëba           |
| вогонь          | ogień         | wogeń               | woheń                | oheň        | oheň           | widin               | òdżiń          |
| вода            | woda          | woda                | woda                 | voda        | voda           | wôda                | wòda           |
| вітер           | wiatr         | wětš                | wětřik, wětr         | vítr        | vietor         | wjôter              | wiater         |
| зима            | zima          | zymje               | zyma                 | zima        | zima           | zaima               | zëma           |
| --------------- | ------------- | ------------------- | -------------------- | ----------- | -------------- | ------------------- | -------------- |